# Charles de Pelleport-Burète
Pour les articles homonymes, voir Pelleport.
Jean-Pierre Charles de Pelleport-Burète (1827-1900) est un haut fonctionnaire français, sous-préfet d'Argelès-Gazost de 1853 à 1856 et un homme politique français, maire de Bordeaux de 1874 à 1876 et sénateur de la Gironde de 1876 à 1879.

## Biographie
Charles de Pelleport-Burète est le fils de Pierre de Pelleport, général et issu de la noblesse d'Empire, et d'Élisabeth Burète. Charles de Pelleport-Burète épouse Marie Duvigneau, ils ont un fils Pierre Emeric de Pelleport-Burète né en 1856. 
Il entre dans l'administration et est en 1851 Secrétaire de la préfecture de la Gironde. Reçu avocat il est nommé en 1853 sous-préfet d'Argelès. Il revient à Bordeaux en 1856, où il préside des sociétés de charité et de bienfaisance.

## Ouvrage
- Historique des fêtes bordelaises, Bordeaux, Crugy, 1858, 164 p[3].